# 埃爾普拉永 (委內瑞拉)
9°06′10″N 69°02′29″W / 9.102775°N 69.041519°W

埃爾普拉永（西班牙語：El Playón），是委內瑞拉的城鎮，位於該國西北部波圖格薩州，是聖羅薩利亞市的首府，該鎮由逃避西班牙語美洲獨立戰爭的外國人建立，主要經濟活動是農業。